# Miami Masters
Miami Masters, oficiálně Miami Open presented by Itaú, je tenisový turnaj hraný na profesionálních okruzích mužů ATP Tour a žen WTA Tour ve floridském Miami Gardens. Založen byl roku 1985 v Delray Beach, druhý ročník proběhl v palmbeachském Boca Raton a mezi sezónami 1987–2018 se konal v ostrovním městě Key Biscayne. V roce 2019 se přestěhoval na kurty miamského víceúčelového komplexu Hard Rock Stadium do Miami Gardens. Centrální dvorec má kapacitu 13 800 diváků a Grandstand do svých ochozů pojme 5 000 návštěvníků.
Miami Masters se stal prvním turnajem mimo grandslam, který mužům i ženám nabídl stejné finanční odměny, poprvé roku 1989 a po opuštění tohoto klíče se k vyrovnaným výdělkům natrvalo vrátil v roce 2006. Dalším primátem na okruzích ATP Tour a WTA Tour bylo první použití jestřábího oka pro elektronickou kontrolu dopadu míčů v sezóně 2006. 
V roce 1999 získala vlastnictví turnaje společnost IMG, která odkoupila práva od zakladatele Butche Buchholze.
Do roku 2018 probíhal na otevřených dvorcích s tvrdým povrchem Tenisového centra v Crandon Parku. Položený Laykold byl kritizován jako nejpomalejší tvrdý povrch na okruhu, znamenající dlouhé vyčerpávající výměny za vysokých teplot a vlhkosti vzduchu.
Miami Masters je svázán s druhou velkou březnovou událostí Indian Wells Masters, která mu předchází. Vyjma grandslamu se spolu s turnaji v Římě, Madridu a Šanghaji tyto události hrají jako jediné  déle než týden. Do dvouher nastupuje 96 singlistů a čtyřher se účastní 32 párů. Kalifornský turnaj rozšířil startovní pole na 96 singlistů v roce 2004. Vítězství v Indian Wells a Miami během jedné sezóny získalo označení „Sunshine Double“ (Sluneční double), jež se podařilo ve dvouhře získat jedenácti tenistům. Mezi lety 1985–1989 se konala také smíšená soutěž.
Mužská část je součástí devítidílné kategorie ATP Tour Masters 1000. Ženská polovina náleží do kategorie WTA 1000. V letech 1985–1989 hráli muži v rámci okruhu Nabisco Grand Prix, a po založení ATP Tour v roce 1990 se událost stala součástí této túry. Ženská část se od počátku konala na  okruhu WTA Tour, nejdříve mezi sezónami 1985–1987 jako díl kategorie Virginia Slims World Championship Series.

## Historie

### Vznik a 80. léta

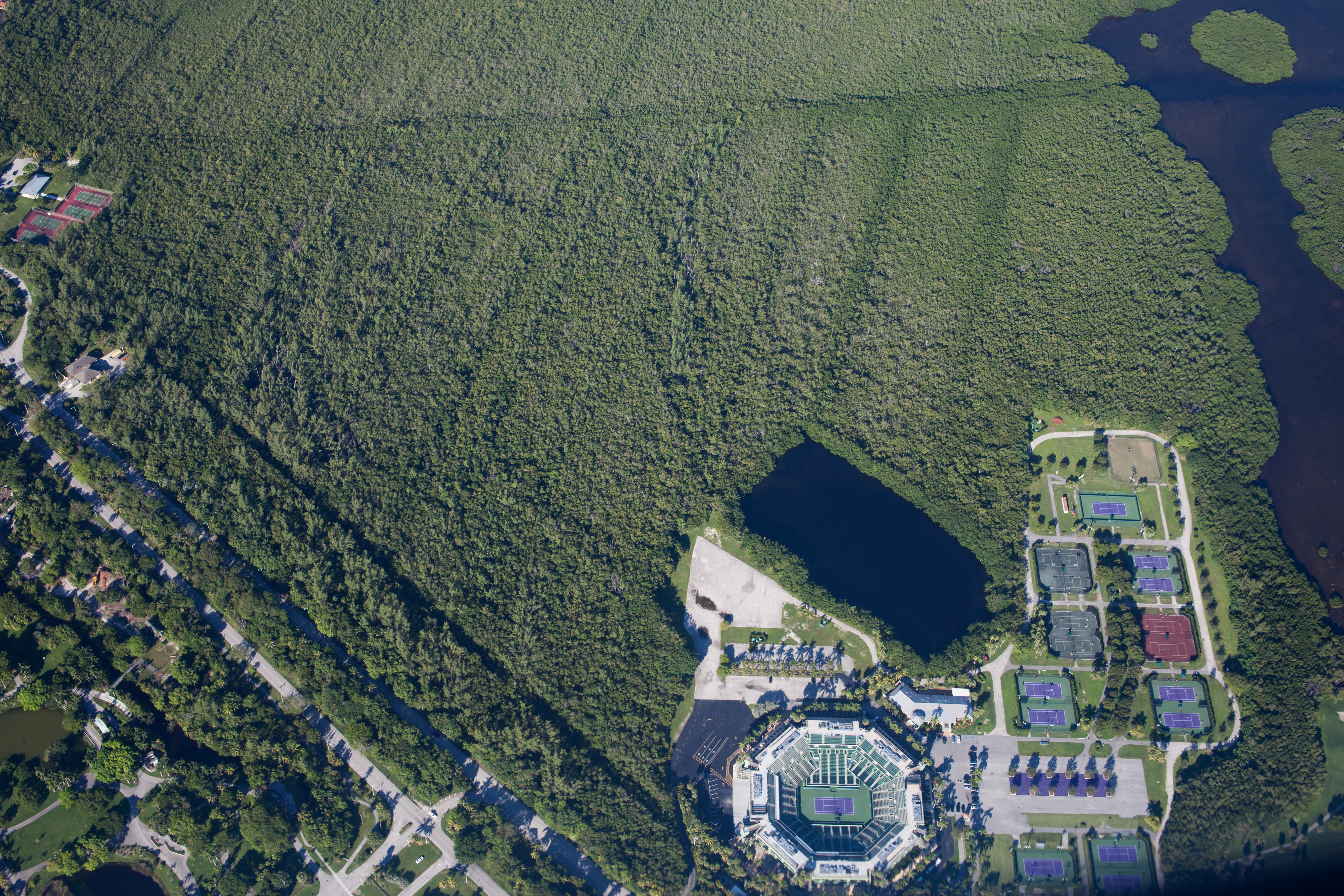
Dějiště turnaje v letech 1987–2018, Tenisové centrum v Crandon Parku na ploše Miami-Dade County Parku u ostrovního města Key Biscayne. Zakladatel turnaje Butch Buchholz místo charakterizoval jako „tropický ráj“.

Myšlenka na uspořádání mezinárodního tenisového turnaje v Miami vznikla v 60. letech dvacátého století, kdy tenisté, jakými byli Jack Kramer, Pancho Gonzales, Frank Sedgman či Butch Buchholz, hráli nejen na floridských stadionech v nevyhovujících podmínkách nedostatečně osvětlených hal výstavišť. Buchholz, člen tzv. „handsome eight“ (osmi statných), skupiny spojené se vznikem okruhu World Championship Tennis, ukončil kariéru pro tenisový loket v roce 1970. Následně se zaměřil na prosazování myšlenky velkého miamského turnaje, který by se stal prvním majorem sezóny (Australian Open v té době probíhal až v prosinci) a zamýšlený turnaj prezentoval jako „Zimní Wimbledon“.
V roce 1980, kdy byl Buchholz výkonným ředitelem hráčské asociace ATP, se dohodl s viceprezidentem společnosti Thomas J. Lipton Company na sponzoringu připravovaného dvoutýdenního turnaje, s pětiletým kontraktem a každoroční dotací 1,5 milionu dolarů. Buchholz učinil dohody s ATP a ženskou tenisovou asociací WITA, od nichž získal práva na 15 let za poskytnutí části výnosů z prodeje vstupenek, reklamy a vysílacích práv. Záměr vzniku turnaje veřejně oznámil během French Open 1983.

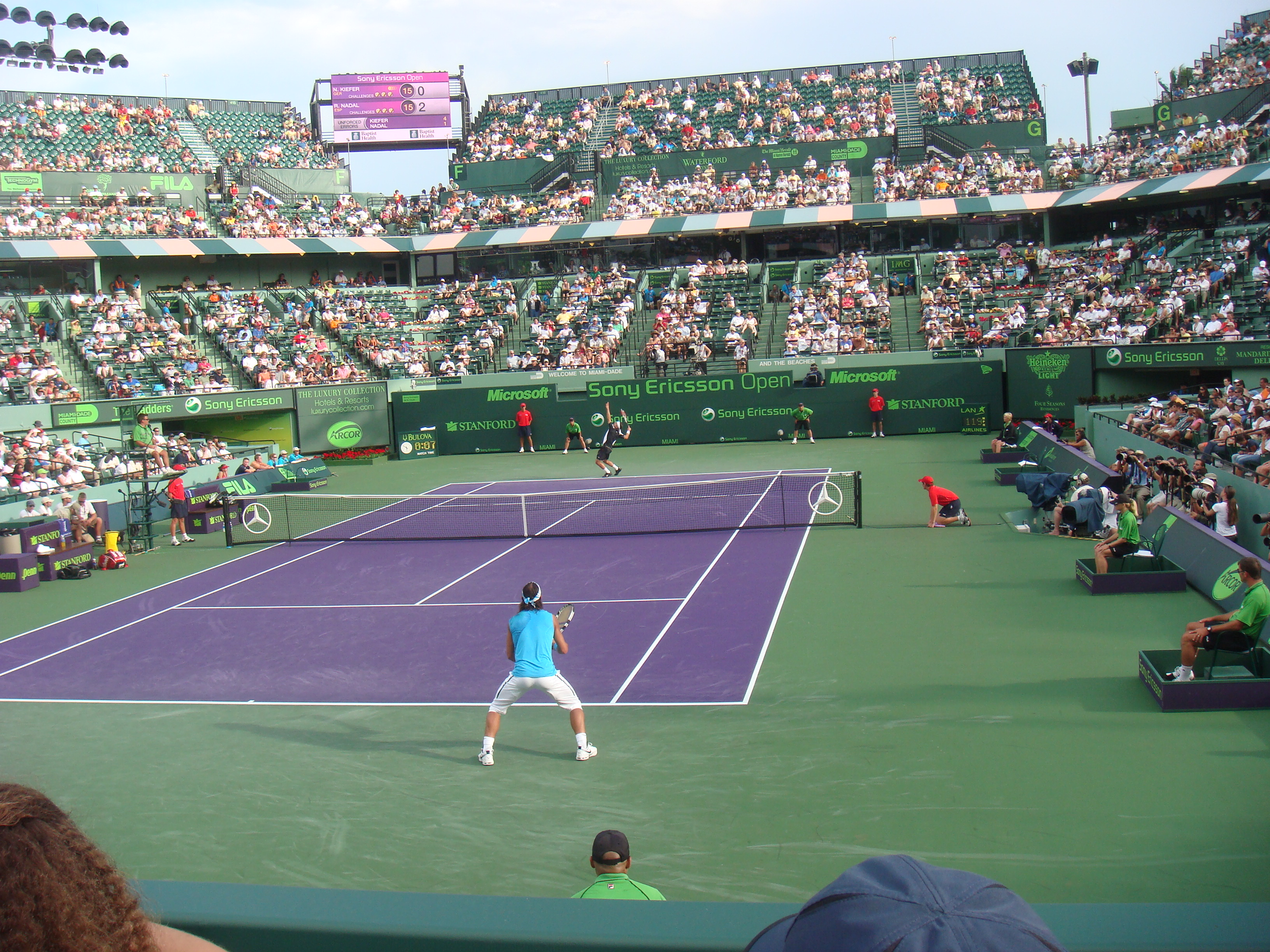
3. kolo Miami Masters 2008: Nicolas Kiefer vs. Rafael Nadal, 2–6, 4–6

Buchholz pro turnaj získal vrchního rozhodčího z Wimbledonu Alana Millse a módního návrháře Teda Tinlinga do funkce ředitele protokolu. Vyšším rozpočtem, než miamská akce s 1,8 milionem dolarů, disponovaly pouze Wimbledon a US Open. Debutový ročník se uskutečnil během února 1985 v Laverově mezinárodním tenisovém centru v Delray Beach, ležícím 50 mil severně od Miami za účasti 84 mužů z elitní světové stovky žebříčku ATP a 97 žen z první stovky žebříčku WTA. Premiérový zápas byl odehrán 4. února 1985 a první míček v něm získala Bulharka Manuela Malejevová, která vyřadila Řekyni Angeliki Kanellopoulouvou. Televizní přenos všech semifinále odvysílala ESPN a finále pak stanice ABC. Návštěvnost dosáhla výše 125 817 diváků. Miami Masters 1985 vyhráli Američané Tim Mayotte a Martina Navrátilová. Mayotte se stal prvním nenasazeným šampionem a do triumfu Clijsterové v roce 2005 jediným. Turnaj kopíroval formát grandslamu, když do dvouher nastupovalo 128 singlistů a čtyřher se účastnilo 64 párů. Na programu byla do roku 1989 i smíšená soutěž.
Pro finanční problémy Laverova centra byl v roce 1986 turnaj přemístěn do klubu Boca West Resort ve floridském Boca Raton, oddílu vlastněném společností Arvida. Vítězi Miami Masters 1986 se stali Čechoslovák Ivan Lendl a Američanka Chris Evertová. Arvida však areál odprodala a s nalezením nového dějiště Buchholzovi pomohl prezident WTA Merrett Stierheim, který zároveň působil jako manažer floridského okresu Miami-Dade County. Nejdříve byly zvažovány lokace ve Flamingo Parku, Tropical Parku a Amelia Earhart Parku, než padla volba na Miami-Dade County Park v ostrovním městě Key Biscayne, spojeném s miamským pobřežím mostem Rickenbacker Causeway. Třetí ročník Miami Masters 1987 se tak uskutečnil na dvorcích Crandon Parku, kde v průběhu dalších let vzniklo plnohodnotné Tenisové centrum. Trofej si odvezl další československý hráč Miloslav Mečíř po finálovém vítězství nad obhájcem titulu a krajanem Lendlem. Jednalo se o jedinou Mečířovu výhru nad Lendlem ze šesti odehraných utkání během kariéry. Také ženská obhájkyně Evertová v závěrečném duelu nestačila na německou tenistku Steffi Grafovou. Televizní přenos byl vysílán do třiceti jedna zemí.

### 90. léta

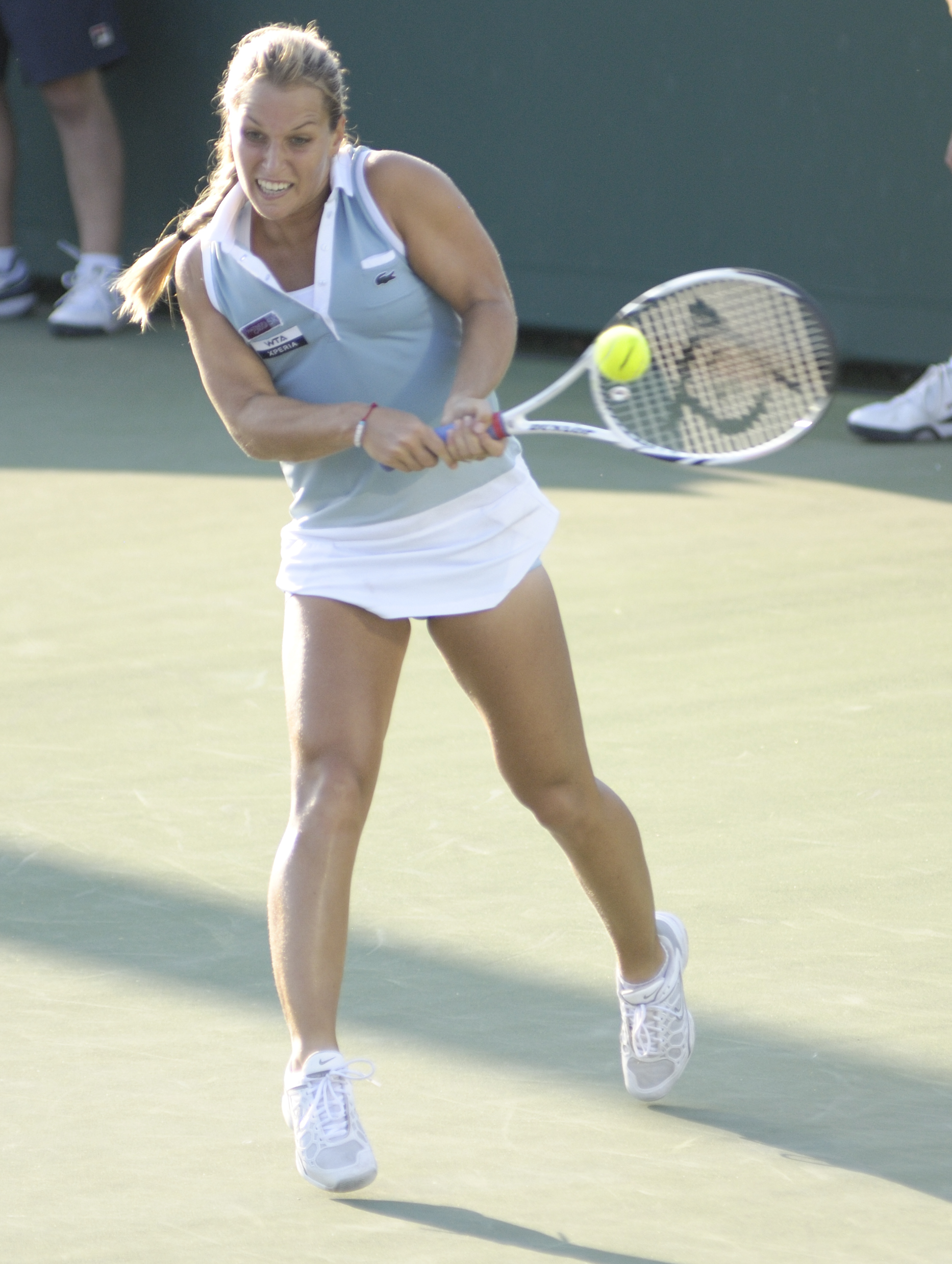
Bekhend Dominiky Cibulkové na Miami Masters 2012

Miami Masters 1990 zaznamenal změnu formátu snížením počtu singlistů na 96 hráčů. Jednalo se o jediný turnaj s tímto počtem startujících v profesionálním tenisu. Ročník ovládli teenageři, 19letý Američan Andre Agassi a 16letá jugoslávská hráčka Monika Selešová. Oba se stali nejmladšími vítězi v historii turnaje. Na Miami Masters 1991 se Selešová stala druhou dvojnásobnou šampionkou. Celkové vítězství pro Američana Jima Couriera znamenalo premiérový posun do elitní světové desítky žebříčku ATP. Miami Masters 1993 postihlo nejméně příznivé počasí v historii turnaje, když přečkalo tzv. vichřici století. Čtyři dny se nehrálo. Vítězný americký tenista Pete Sampras se dva týdny po zisku titulu stal poprvé světovou jedničkou. Během Miami Masters 1994 došlo 11. března k otevření dostavěného nového areálu s centrálním dvorcem „Stadium Court“ pro 14 tisíc diváků. První zápas na centru vyhrála Karin Kschwendtová nad Kathy Rinaldiovou. V utkání třetího kola mezi Agassim a Borisem Beckerem vyvolal Němec rozruch, když předal raketu sběračce míčů Stephanii Flaghertyové. Dívka s Agassim výměnu vyhrála, ovšem Američan postoupil do další fáze po dvousetové výhře nad Beckerem.
Na Miami Masters 1995 se stala prvním čtyřnásobným šampionem turnaje Steffi Grafová a rekord posunula pátou trofejí o rok později. V září 1995 prohlášení oznamovalo, že jeden ročník bude nadále trvat 11 dní a v prosinci téhož roku bylo uvedeno, že se mužské finále vrátí k formátu na tři vítězné sady. Švýcarka Martina Hingisová přehrála v závarečném duelu Miami Masters 1997 bývalou světovou jedničku Selešovou za pouhých 43 minut a bodový zisk ji premiérově v kariéře katapultoval do čela světové klasifikace. V 16 letech se stala nejmladší světovou jedničkou v historii tenisu. Mezi muži triumfoval Rakušan Thomas Muster, který tak využil šanci osm let od okamžiku, kdy musel před finále 1989 proti Lendlovi odstoupit. Dvě hodiny po tehdejší semifinálové výhře utrpěl vážné zranění kolenních vazů, když do automobilu naboural řidič druhého vozidla, s následným téměř půlročním výpadkem.
Během Miami Masters 1998 zorganizoval Buchholz k 30letému výročí open éry znovuspojení členů „osmi statných“ z doby okruhu WCT. V mužské dvouhře se Steve Campbell stal prvním kvalifikantem, jemuž se podařilo postoupit do čtvrtfinále. Dvacátá třetí nasazená Ruska Anna Kurnikovová pak jako vůbec první tenistka na okruhu WTA vyřadila čtyři hráčky elitní světové desítky na jediném turnaji, a to světovou pětku Selešovou, devítku Martínezovou, dvojku Davenportovou a konečně osmičku Sánchezovou Vicariovou, než v třísetovém finále podlehla jedenácté v pořadí Venus Williamsové. Trofej pro Chilana Marcela Ríose po výhře nad Agassim znamenala, že se stal první singlovou světovou jedničkou z Latinské Ameriky. V srpnu 1998 majitel práv turnaje Buchholz oznámil, že se generálním sponzorem od sezóny 2000 stane společnost Ericsson. Na Miami Masters 1999 zavítalo nejsilnější startovní pole, když se dvouher zúčastnilo 47 mužů z první padesátky žebříčku ATP a 48 žen z elitní padesátky žebříčku WTA. Venus a Serena Williamsovy postoupily do prvního sesterského finále dvouhry od premiérového ročníku žen ve Wimbledonu 1884, v němž se střetly Lillian a Maud Watsonovy. Starší ze sourozenkyň Venus Williamsová zvítězila. V červnu 1999 pak Buchholz sdělil, že jeho rodina prodala pořadatelská práva společnosti IMG.

### První desetiletí 21. století
Miami Masters 2000 byl poprvé hrán pod názvem Ericsson Open. První vítězný zápas na okruhu ATP Tour vybojoval 24. března 2000 sedmnáctiletý americký junior Andy Roddick, jenž vyřadil Fernanda Verdasca. Na třetí miamský triumf dosáhl Pete Sampras, který ve zbývající kariéře vyhrál ještě dva grandslamy. Od Miami Masters 2001 činila délka turnaje dvanáct dní a rekordní čtvrtou trofej si mezi muži připsal Andre Agassi. Na Miami Masters 2002, probíhajícím premiérově jako NASDAQ-100 Open, zakončil osmnáctileté období ve funkci ředitele turnaje Buchholz. Jako předseda organizačního výboru však pokračoval až do roku 2010, kdy byly trofeje pro vítěze pojmenovány na jeho počest „Butch Buchholz Championship Trophy“. Agassi pátým titulem vyrovnal maximum Grafové. Mezi ženami poprvé zvítězila Serena Williamsová.

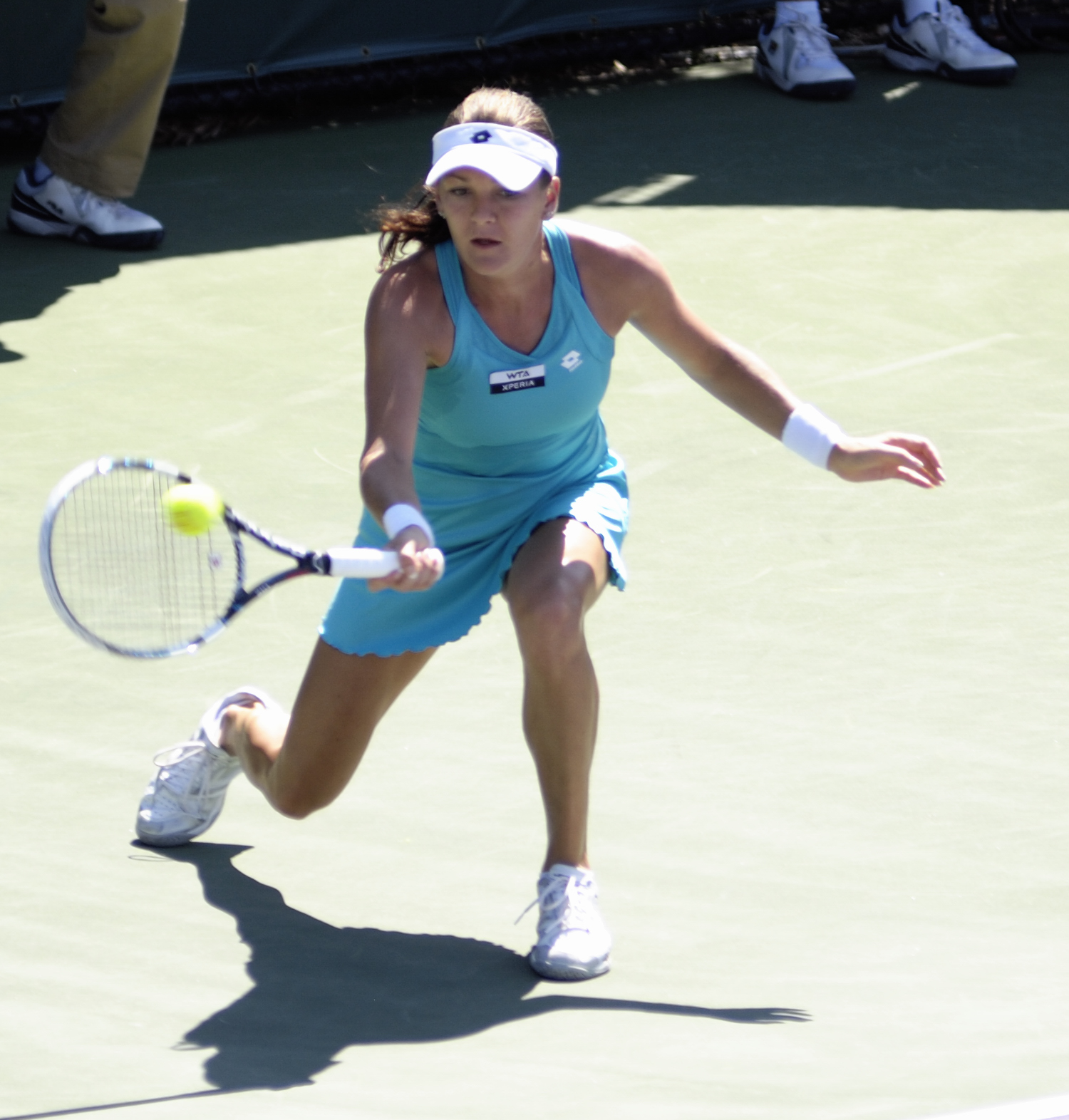
Prvním polským vítězem turnaje se stala Agnieszka Radwańská, která v roce 2011 vyhrála čtyřhru a po finálovém triumfu ve dvouhře 2012 nad Šarapovovou získala druhou trofej

V roli nového ředitele vstoupil do Miami Masters 2003 dosavadní viceprezident turnaje Adam Barrett, jenž funkci vykonával do roku 2018. Nový rekordní zápis ustavil šestým titulem Agassi, když dobyl hattrick. Finále bylo přenášeno také na newyorském Times Square. Naopak potřetí v řadě odešla z finále poražena Jennifer Capriatiová, když v repríze závěrečného duelu nestačila na Serenu Williamsovou. Miami Masters 2005 poznalo první nenasazenou šampionku, jíž se stala Belgičanka Kim Clijstersová. V sedmi zápasech ztratila jen 27 gamů. V pětisetovém finálovém dramatu mužů vrátil Roger Federer rok starou porážku z osmifinále Rafaelu Nadalovi a za 3.42 hodin získal první miamský titul. Oba se tak na túře ATP vůbec poprvé střetli ve finále. Utkání bylo turnajem následně označeno za nejlepší finále v jeho historii.
Na Miami Masters 2006 došlo k vyrovnání finančních odměn mužů a žen, poprvé od roku 1989, s částkou 533 500 dolarů pro vítěze dvouher. Premiéru na okruzích ATP Tour a WTA Tour zaznamenalo jestřábí oko instalované na centrkurtu, které se následně rozšířilo na turnaje US Open Series a v Evropě bylo poprvé použito téhož roku během moskevského Kremlin Cupu. První zápas s elektronickým zařízením pro snímání dopadu míčů v historii profesionálního tenisu odehrála Jamea Jacksonová proti Ashley Harkleroadové, když zvítězila po více než třech hodinách. Jacksonová se stala první tenistkou, která si po 57 minutách hry vyžádala „challenge“, ovšem kontrola potvrdila verdikt rozhodčí. Během ročníku 2006 došlo celkem k 161 výzvám, z nichž 53 vedlo ke změně původního rozhodnutí. Šampiony se stali Federer a Ruska Světlana Kuzněcovová.
Pozice generálního sponzora se na Miami Masters 2007 poprvé ujala firma Sony Ericsson Mobile Communications, při poloviční držbě práv jejích odloučených divizí Sony Corporation a Ericssonu. Poté, co Serena Williamsová v úvodní sadě finále neuhrála žádný game, předvedla největší obrat turnaje a duel se světovou jedničkou Justine Heninovou dovedla k zisku čtvrté trofeje. Debutový triumf dosáhl 19letý srbský teenager Novak Djoković, jenž se jako desátý nasazený stal nejníže takto postaveným vítězem od roku 1991 a Jima Couriera, který vyhrál z pozice turnajové třináctky. Poražený finalista Guillermo Cañas se jako první kvalifikant v Miami probojoval až do závěrečného boje o titul.

### Druhé a třetí desetiletí 21. století

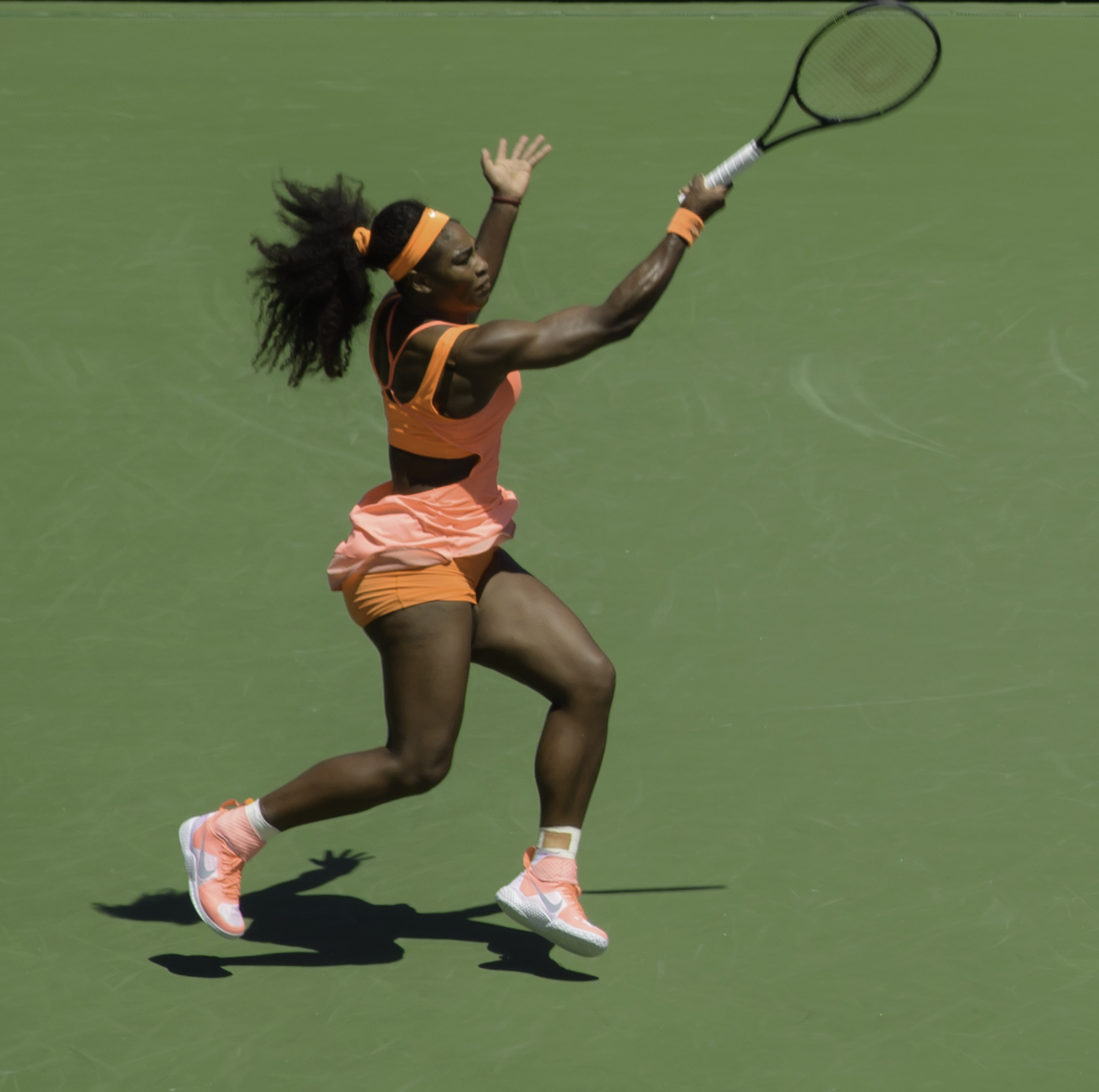
Forhend Sereny Williamsové během Miami Masters 2015, na kterém získala osmý singlový titul. Dosáhla tím absolutního rekordu turnaje v počtu trofejí, když se odpoutala od sedmi deblových triumfů Jany Novotné

Miami Masters 2015 se uskutečnilo poprvé pod názvem Miami Open presented by Itaú, když japonskou firmu Sony v roli hlavního partnera vystřídala největší latinskoamerická soukromá banka Itaú, se čtyřletým kontraktem 2015–2019. Skot Andy Murray během ročníku vyhrál 500. zápas na okruhu ATP a ve finále podlehl Djokovićovi, jenž si odvezl pátou trofej. Serena Williamsová na cestě za rekordním osmým titulem dosáhla již 700. vítězného utkání na okruhu WTA Tour. Na Miami Masters 2016 se Djoković stal druhým mužským šampionem tří ročníků v řadě po Agassim a zároveň vyrovnal jeho rekord šesti trofejí. Ženskou dvouhru potřetí ovládla Běloruska Viktoria Azarenková. Miami Masters 2017 pak potřetí opanoval Roger Federer, který v závěrečném duelu zdolal Nadala. Dvojice se tak na americké půdě střetla v prvním finále od Miami Masters 2005. Mezi ženami si premiérovou trofej zajistila Johanna Kontaová, jakožto první britská vítězka turnaje.
Na Miami Masters 2018 se ředitelem stal bývalý hráč první světové pětky James Blake, který funkci převzal od Adama Barretta. Ten i nadále zůstal výkonným viceprezidentem turnaje. Poprvé od roku 2004 zvítězili v obou singlových soutěžích Američané, 32letý John Isner jako vůbec nejstarší šampion prvního kariérního mastersu ve dvouhře a mezi ženami Sloane Stephensová.

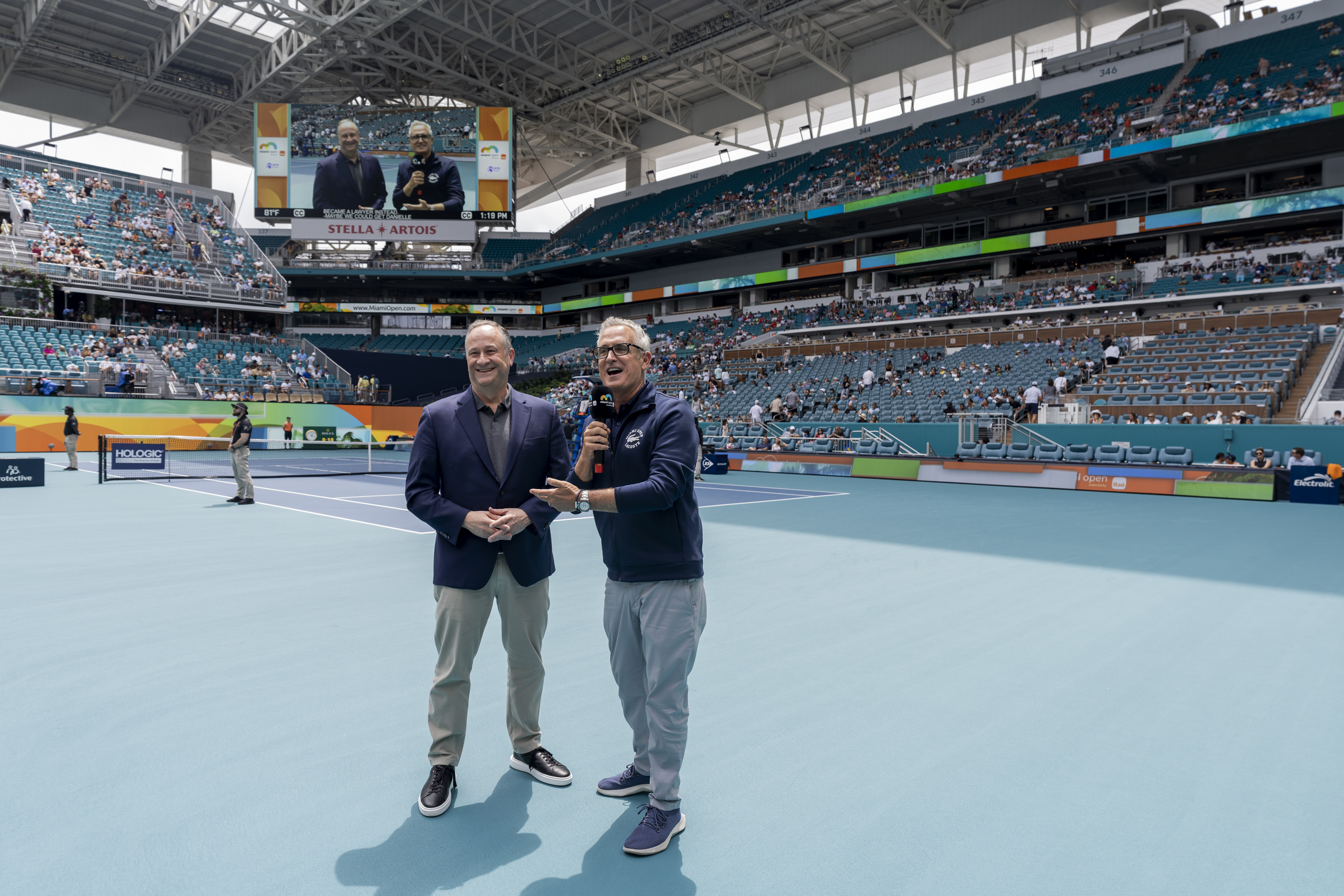
Centrkurt na Hard Rock Stadium během ročníku 2024. Druhý gentleman Spojených států Douglas Emhoff (vlevo).

V roce 2019 se dějiště turnaje přesunulo z Crandon Parku do areálu Hard Rock Stadium v Miami Gardens. Čtvrtou trofej si odvezl Roger Federer. Ženskou dvouhru ovládla Australanka Ashleigh Bartyová, která trofej obhájila na Miami Masters 2021 již v pozici světové jedničky. Mezi muži ročník 2021 vyhrál Hubert Hurkacz, čímž se stal vůbec prvním polským šampionem ve dvouhře série masters. V sezóně 2020 byl turnaj zrušen kvůli koronavirové pandemii. Prvním mužským šampionem ze Španělska se v roce 2022 stal Carlos Alcaraz, jenž v 18 letech, 10 měsících a 29 dnech představoval třetího nejmladšího vítěze celé série Masters od roku 1990. Překonal tak turnajový věkový rekord 19letého Djokoviće, jenž v Miami triumfoval v sezóně 2007. Iga Świąteková ovládla ročník 2022, čímž jako čtvrtá a nejmladší žena zkompletovala Sunshine double. Ve 20 letech se jako první Polka premiérově posunula do čela světového žebříčku. Poražená finalistka Naomi Ósakaová se z pozice 77. hráčky žebříčku stala vůbec nejníže postavenou finalistkou turnaje v historii. První českou a druhou nejstarší šampionkou ve dvouhře se v roce 2023 stala 33letá Petra Kvitová. Ročník 2024 ovládla floridská rodačka Danielle Collinsová, která se z pozice 53. hráčky žebříčku stala nejníže postavenou i druhou nenasazenou šampionkou. Ve 30 letech představovala druhou nejstarší držitelku prvního titulu v úrovni WTA 1000 a třetí debutovou vítězku starší 30 let v Miami.

## Vývoj názvu turnaje
- 1985–1992: Lipton International Players Championship
- 1993–1999: Lipton Championship
- 2000–2001: Ericsson Open
- 2002–2005: NASDAQ-100 Open
- 2006–2012: Sony Ericsson Open
- 2013–2014: Sony Open Tennis
- od 2015: Miami Open presented by Itaú

## Přehled finále

### Mužská dvouhra

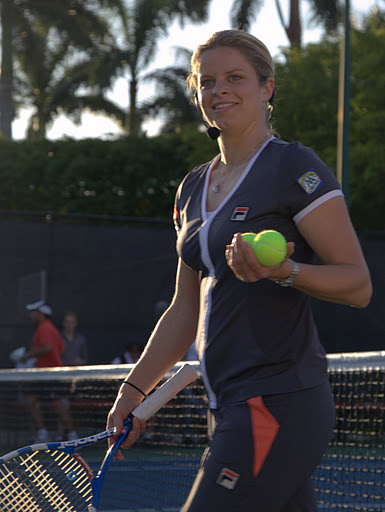
Belgičanka Kim Clijstersová se v roce 2005 stala první nenasazenou vítězkou Miami Masters a po Steffi Grafové druhou šampionkou „sunshine double“

| Rok  | vítěz                             | finalista                         | výsledek                           |
| ---- | --------------------------------- | --------------------------------- | ---------------------------------- |
| 1985 | Tim Mayotte                       | Scott Davis                       | 4–6, 4–6, 6–3, 6–2, 6–4            |
| 1986 | Ivan Lendl                        | Mats Wilander                     | 3–6, 6–1, 7–6(7–5), 6–4            |
| 1987 | Miloslav Mečíř                    | Ivan Lendl                        | 7–5, 6–2, 7–5                      |
| 1988 | Mats Wilander                     | Jimmy Connors                     | 6–4, 4–6, 6–4, 6–4                 |
| 1989 | Ivan Lendl (2)                    | Thomas Muster                     | bez boje                           |
| 1990 | Andre Agassi                      | Stefan Edberg                     | 6–1, 6–4, 0–6, 6–2                 |
| 1991 | Jim Courier                       | David Wheaton                     | 4–6, 6–3, 6–4                      |
| 1992 | Michael Chang                     | Alberto Mancini                   | 7–5, 7–5                           |
| 1993 | Pete Sampras                      | MaliVai Washington                | 6–3, 6–2                           |
| 1994 | Pete Sampras (2)                  | Andre Agassi                      | 5–7, 6–3, 6–3                      |
| 1995 | Andre Agassi (2)                  | Pete Sampras                      | 3–6, 6–2, 7–6(7–3)                 |
| 1996 | Andre Agassi (3)                  | Goran Ivanišević                  | 3–0skreč                           |
| 1997 | Thomas Muster                     | Sergi Bruguera                    | 7–6(8–6), 6–3, 6–1                 |
| 1998 | Marcelo Ríos                      | Andre Agassi                      | 7–5, 6–3, 6–4                      |
| 1999 | Richard Krajicek                  | Sébastien Grosjean                | 4–6, 6–1, 6–2, 7–5                 |
| 2000 | Pete Sampras (3)                  | Gustavo Kuerten                   | 6–1, 6–7(2–7), 7–6(7–5), 7–6(10–8) |
| 2001 | Andre Agassi (4)                  | Jan-Michael Gambill               | 7–6(7–4), 6–1, 6–0                 |
| 2002 | Andre Agassi (5)                  | Roger Federer                     | 6–3, 6–3, 3–6, 6–4                 |
| 2003 | Andre Agassi (6)                  | Carlos Moyà                       | 6–3, 6–3                           |
| 2004 | Andy Roddick                      | Guillermo Coria                   | 6–7(2–7), 6–3, 6–1skreč            |
| 2005 | Roger Federer                     | Rafael Nadal                      | 2–6, 6–7(4–7), 7–6(7–5), 6–3, 6–1  |
| 2006 | Roger Federer (2)                 | Ivan Ljubičić                     | 7–6(7–5), 7–6(7–4), 7–6(8–6)       |
| 2007 | Novak Djoković                    | Guillermo Cañas                   | 6–3, 6–2, 6–4                      |
| 2008 | Nikolaj Davyděnko                 | Rafael Nadal                      | 6–4, 6–2                           |
| 2009 | Andy Murray                       | Novak Djoković                    | 6–2, 7–5                           |
| 2010 | Andy Roddick (2)                  | Tomáš Berdych                     | 7–5, 6–4                           |
| 2011 | Novak Djoković (2)                | Rafael Nadal                      | 4–6, 6–3, 7–6(7–4)                 |
| 2012 | Novak Djoković (3)                | Andy Murray                       | 6–1, 7–6(7–4)                      |
| 2013 | Andy Murray (2)                   | David Ferrer                      | 2–6, 6–4, 7–6(7–1)                 |
| 2014 | Novak Djoković (4)                | Rafael Nadal                      | 6–3, 6–3                           |
| 2015 | Novak Djoković (5)                | Andy Murray                       | 7–6(7–3), 4–6, 6–0                 |
| 2016 | Novak Djoković (6)                | Kei Nišikori                      | 6–3, 6–3                           |
| 2017 | Roger Federer (3)                 | Rafael Nadal                      | 6–3, 6–4                           |
| 2018 | John Isner                        | Alexander Zverev                  | 6–7(4–7), 6–4, 6–4                 |
| 2019 | Roger Federer (4)                 | John Isner                        | 6–1, 6–4                           |
| 2020 | zrušeno kvůli epidemii koronaviru | zrušeno kvůli epidemii koronaviru | zrušeno kvůli epidemii koronaviru  |
| 2021 | Hubert Hurkacz                    | Jannik Sinner                     | 7–6(7–4), 6–4                      |
| 2022 | Carlos Alcaraz                    | Casper Ruud                       | 7–5, 6–4                           |
| 2023 | Daniil Medveděv                   | Jannik Sinner                     | 7–5, 6–3                           |
| 2024 | Jannik Sinner                     | Grigor Dimitrov                   | 6–3, 6–1                           |
| 2025 | Jakub Menšík                      | Novak Djoković                    | 7–6(7–4), 7–6(7–4)                 |

### Ženská dvouhra
| Rok  | vítězka                           | finalistka                        | výsledek                          |
| ---- | --------------------------------- | --------------------------------- | --------------------------------- |
| 1985 | Martina Navrátilová               | Chris Evertová                    | 6–2, 6–4                          |
| 1986 | Chris Evertová                    | Steffi Grafová                    | 6–4, 6–2                          |
| 1987 | Steffi Grafová                    | Chris Evertová                    | 6–1, 6–2                          |
| 1988 | Steffi Grafová (2)                | Chris Evertová                    | 6–4, 6–4                          |
| 1989 | Gabriela Sabatini                 | Chris Evertová                    | 6–1, 4–6, 6–2                     |
| 1990 | Monika Selešová                   | Judith Wiesnerová                 | 6–1, 6–2                          |
| 1991 | Monika Selešová (2)               | Gabriela Sabatini                 | 6–3, 7–5                          |
| 1992 | Arantxa Sánchez Vicariová         | Gabriela Sabatini                 | 6–1, 6–4                          |
| 1993 | Arantxa Sánchez Vicariová (2)     | Steffi Grafová                    | 6–4, 3–6, 6–3                     |
| 1994 | Steffi Grafová (3)                | Nataša Zverevová                  | 4–6, 6–1, 6–2                     |
| 1995 | Steffi Grafová (4)                | Kimiko Dateová                    | 6–1, 6–4                          |
| 1996 | Steffi Grafová (5)                | Chanda Rubinová                   | 6–1, 6–3                          |
| 1997 | Martina Hingisová                 | Monika Selešová                   | 6–2, 6–1                          |
| 1998 | Venus Williamsová                 | Anna Kurnikovová                  | 2–6, 6–4, 6–1                     |
| 1999 | Venus Williamsová (2)             | Serena Williamsová                | 6–1, 4–6, 6–4                     |
| 2000 | Martina Hingisová (2)             | Lindsay Davenportová              | 6–3, 6–2                          |
| 2001 | Venus Williamsová (3)             | Jennifer Capriatiová              | 4–6, 6–1, 7–6(7–4)                |
| 2002 | Serena Williamsová                | Jennifer Capriatiová              | 7–5, 7–6(7–4)                     |
| 2003 | Serena Williamsová (2)            | Jennifer Capriatiová              | 4–6, 6–4, 6–1                     |
| 2004 | Serena Williamsová (3)            | Jelena Dementěvová                | 6–1, 6–1                          |
| 2005 | Kim Clijstersová                  | Maria Šarapovová                  | 6–3, 7–5                          |
| 2006 | Světlana Kuzněcovová              | Maria Šarapovová                  | 6–4, 6–3                          |
| 2007 | Serena Williamsová (4)            | Justine Heninová                  | 0–6, 7–5, 6–3                     |
| 2008 | Serena Williamsová (5)            | Jelena Jankovićová                | 6–1, 5–7, 6–3                     |
| 2009 | Viktoria Azarenková               | Serena Williamsová                | 6–3, 6–1                          |
| 2010 | Kim Clijstersová (2)              | Venus Williamsová                 | 6–2, 6–1                          |
| 2011 | Viktoria Azarenková (2)           | Maria Šarapovová                  | 6–1, 6–4                          |
| 2012 | Agnieszka Radwańská               | Maria Šarapovová                  | 7–5, 6–4                          |
| 2013 | Serena Williamsová (6)            | Maria Šarapovová                  | 4–6, 6–3, 6–0                     |
| 2014 | Serena Williamsová (7)            | Li Na                             | 7–5, 6–1                          |
| 2015 | Serena Williamsová (8)            | Carla Suárez Navarrová            | 6–2, 6–0                          |
| 2016 | Viktoria Azarenková (3)           | Světlana Kuzněcovová              | 6–3, 6–2                          |
| 2017 | Johanna Kontaová                  | Caroline Wozniacká                | 6–4, 6–3                          |
| 2018 | Sloane Stephensová                | Jeļena Ostapenková                | 7–6(7–5), 6–1                     |
| 2019 | Ashleigh Bartyová                 | Karolína Plíšková                 | 7–6(7–1), 6–3                     |
| 2020 | zrušeno kvůli pandemii koronaviru | zrušeno kvůli pandemii koronaviru | zrušeno kvůli pandemii koronaviru |
| 2021 | Ashleigh Bartyová (2)             | Bianca Andreescuová               | 6–3, 4–0skreč                     |
| 2022 | Iga Świąteková                    | Naomi Ósakaová                    | 6–4, 6–0                          |
| 2023 | Petra Kvitová                     | Jelena Rybakinová                 | 7–6(16–14), 6–2                   |
| 2024 | Danielle Collinsová               | Jelena Rybakinová                 | 7–5, 6–3                          |
| 2025 | Aryna Sabalenková                 | Jessica Pegulaová                 | 7–5, 6–2                          |

### Mužská čtyřhra
| Rok  | vítězové                                   | finalisté                            | výsledek                          |
| ---- | ------------------------------------------ | ------------------------------------ | --------------------------------- |
| 1985 | Paul Annacone Christo van Rensburg         | Sherwood Stewart Kim Warwick         | 7–5, 7–5, 6–4                     |
| 1986 | Brad Gilbert Vince Van Patten              | Stefan Edberg Anders Järryd          | bez boje                          |
| 1987 | Paul Annacone (2) Christo van Rensburg (2) | Ken Flach Robert Seguso              | 6–2, 6–4, 6–4                     |
| 1988 | John Fitzgerald Anders Järryd              | Ken Flach Robert Seguso              | 7–6, 6–1, 7–5                     |
| 1989 | Jakob Hlasek Anders Järryd (2)             | Jim Grabb Patrick McEnroe            | 6–3skreč                          |
| 1990 | Rick Leach Jim Pugh                        | Boris Becker Cássio Motta            | 6–3, 6–4                          |
| 1991 | Wayne Ferreira Piet Norval                 | Ken Flach Robert Seguso              | 5–7, 7–6, 6–2                     |
| 1992 | Ken Flach Todd Witsken                     | Kent Kinnear Sven Salumaa            | 6–4, 6–3                          |
| 1993 | Richard Krajicek Jan Siemerink             | Patrick McEnroe Jonathan Stark       | 6–7, 6–4, 7–6                     |
| 1994 | Jacco Eltingh Paul Haarhuis                | Mark Knowles Jared Palmer            | 7–6, 7–6                          |
| 1995 | Todd Woodbridge Mark Woodforde             | Jim Grabb Patrick McEnroe            | 6–3, 7–6                          |
| 1996 | Todd Woodbridge (2) Mark Woodforde (2)     | Ellis Ferreira Patrick Galbraith     | 6–1, 6–3                          |
| 1997 | Todd Woodbridge (3) Mark Woodforde (3)     | Mark Knowles Daniel Nestor           | 7–6, 7–6                          |
| 1998 | Ellis Ferreira (2) Rick Leach (2)          | Alex O'Brien JJonathan Stark         | 6–2, 6–4                          |
| 1999 | Wayne Black Sandon Stolle                  | Boris Becker Jan-Michael Gambill     | 6–1, 6–1                          |
| 2000 | Todd Woodbridge (4) Mark Woodforde (4)     | Martin Damm Dominik Hrbatý           | 6–3, 6–4                          |
| 2001 | Jiří Novák David Rikl                      | Jonas Björkman Todd Woodbridge       | 7–5, 7–6(7–3)                     |
| 2002 | Mark Knowles Daniel Nestor                 | Donald Johnson Jared Palmer          | 6–3, 3–6, 6–1                     |
| 2003 | Roger Federer Max Mirnyj                   | Leander Paes David Rikl              | 7–5, 6–3                          |
| 2004 | Wayne Black (2) Kevin Ullyett              | Jonas Björkman Todd Woodbridge       | 6–2, 7–6(14–12)                   |
| 2005 | Jonas Björkman Max Mirnyj (2)              | Wayne Black Kevin Ullyett            | 6–1, 6–2                          |
| 2006 | Jonas Björkman (2) Max Mirnyj (3)          | Bob Bryan Mike Bryan                 | 6–4, 6–4                          |
| 2007 | Bob Bryan Mike Bryan                       | Martin Damm Leander Paes             | 6–7(7–9), 6–3, [10–7]             |
| 2008 | Bob Bryan (2) Mike Bryan (2)               | Maheš Bhúpatí Mark Knowles           | 6–2, 6–2                          |
| 2009 | Max Mirnyj (4) Andy Ram                    | Ashley Fisher Stephen Huss           | 6–7(4–7), 6–2, [10–7]             |
| 2010 | Lukáš Dlouhý Leander Paes                  | Maheš Bhúpatí Max Mirnyj             | 6–2, 7–5                          |
| 2011 | Maheš Bhúpatí Leander Paes (2)             | Max Mirnyj Daniel Nestor             | 6–7(5–7), 6–2, [10–5]             |
| 2012 | Leander Paes (3) Radek Štěpánek            | Max Mirnyj Daniel Nestor             | 3–6, 6–1, [10–8]                  |
| 2013 | Ajsám Kúreší Jean-Julien Rojer             | Mariusz Fyrstenberg Marcin Matkowski | 6–4, 6–1                          |
| 2014 | Bob Bryan (3) Mike Bryan (3)               | Juan Sebastián Cabal Robert Farah    | 7–6(10–8), 6–4                    |
| 2015 | Bob Bryan (4) Mike Bryan (4)               | Vasek Pospisil Jack Sock             | 6–3, 1–6, [10–8]                  |
| 2016 | Pierre-Hugues Herbert Nicolas Mahut        | Raven Klaasen Rajeev Ram             | 5–7, 6–1, [10–7]                  |
| 2017 | Łukasz Kubot Marcelo Melo                  | Nicholas Monroe Jack Sock            | 7–5, 6–3                          |
| 2018 | Bob Bryan (5) Mike Bryan (5)               | Karen Chačanov Andrej Rubljov        | 4–6, 7–6(7–5), [10–4]             |
| 2019 | Bob Bryan (6) Mike Bryan (6)               | Wesley Koolhof Stefanos Tsitsipas    | 7–5, 7–6(10–8)                    |
| 2020 | zrušeno kvůli epidemii koronaviru          | zrušeno kvůli epidemii koronaviru    | zrušeno kvůli epidemii koronaviru |
| 2021 | Nikola Mektić Mate Pavić                   | Daniel Evans Neal Skupski            | 6–4, 6–4                          |
| 2022 | Hubert Hurkacz John Isner                  | Wesley Koolhof Neal Skupski          | 7–6(7–5), 6–4                     |
| 2023 | Santiago González Édouard Roger-Vasselin   | Austin Krajicek Nicolas Mahut        | 7–6(7–4), 7–5                     |
| 2024 | Rohan Bopanna Matthew Ebden                | Ivan Dodig Austin Krajicek           | 6–7(3–7), 6–3, [10–6]             |
| 2025 | Marcelo Arévalo Mate Pavić (2)             | Julian Cash Lloyd Glasspool          | 7–6(7–3), 6–3                     |

### Ženská čtyřhra
| Rok  | vítězky                                              | finalistky                                     | výsledek                          |
| ---- | ---------------------------------------------------- | ---------------------------------------------- | --------------------------------- |
| 1985 | Gigi Fernándezová Martina Navrátilová                | Barbara Jordanová Hana Mandlíková              | 7–6(7–4), 6–2                     |
| 1986 | Pam Shriverová Helena Suková                         | Chris Evertová Wendy Turnbullová               | 6–2, 6–3                          |
| 1987 | Martina Navrátilová (2) Pam Shriverová (2)           | Claudia Kohdeová-Kilschová Helena Suková       | 6–3, 7–6(8–6)                     |
| 1988 | Steffi Grafová Gabriela Sabatini                     | Gigi Fernándezová Zina Garrisonová             | 7–6(8–6), 6–3                     |
| 1989 | Jana Novotná Helena Suková (2)                       | Gigi Fernándezová Lori McNeilová               | 7–6(7–5), 6–4                     |
| 1990 | Jana Novotná (2) Helena Suková (3)                   | Betsy Nagelsenová Robin Whiteová               | 6–4, 6–3                          |
| 1991 | Mary Joe Fernandezová Zina Garrisonová               | Gigi Fernándezová Jana Novotná                 | 7–5, 6–2                          |
| 1992 | Arantxa Sánchez Vicariová Larisa Savčenko Neilandová | Jill Hetheringtonová Kathy Rinaldiová          | 7–5, 5–7, 6–3                     |
| 1993 | Jana Novotná (3) Larisa Savčenko Neilandová (2)      | Jill Hetheringtonová Kathy Rinaldiová          | 6–2, 7–5                          |
| 1994 | Gigi Fernándezová (2) Nataša Zverevová               | Patty Fendicková Meredith McGrathová           | 6–3, 6–1                          |
| 1995 | Jana Novotná (4) Arantxa Sánchez Vicariová (2)       | Gigi Fernándezová Nataša Zverevová             | 7–5, 2–6, 6–3                     |
| 1996 | Jana Novotná (5) Arantxa Sánchez Vicariová (3)       | Meredith McGrathová Larisa Savčenko Neilandová | 6–4, 6–4                          |
| 1997 | Arantxa Sánchez Vicariová (4) Nataša Zverevová (2)   | Sabine Appelmansová Miriam Oremansová          | 6–4, 6–2                          |
| 1998 | Martina Hingisová Jana Novotná (6)                   | Arantxa Sánchez Vicariová Nataša Zverevová     | 6–2, 3–6, 6–3                     |
| 1999 | Martina Hingisová (2) Jana Novotná (7)               | Mary Joe Fernandezová Monika Selešová          | 0–6, 6–4, 7–6(7–1)                |
| 2000 | Julie Halard-Decugisová Ai Sugijamová                | Nicole Arendtová Manon Bollegrafová            | 4–6, 7–5, 6–4                     |
| 2001 | Arantxa Sánchez Vicariová (5) Nathalie Tauziatová    | Lisa Raymondová Rennae Stubbsová               | 6–0, 6–4                          |
| 2002 | Lisa Raymondová Rennae Stubbsová                     | Virginia Ruano Pascualová Paola Suárezová      | 7–6(7–4), 6–7(4–7), 6–3           |
| 2003 | Liezel Huberová Magdalena Malejevová                 | Šinobu Asagoeová Nana Mijagiová                | 6–4, 3–6, 7–5                     |
| 2004 | Naděžda Petrovová Meghann Shaughnessyová             | Světlana Kuzněcovová Jelena Lichovcevová       | 6–2, 6–3                          |
| 2005 | Světlana Kuzněcovová Alicia Moliková                 | Lisa Raymondová Rennae Stubbsová               | 7–5, 6–7(5–7), 6–2                |
| 2006 | Lisa Raymondová (2) Samantha Stosurová               | Liezel Huberová Martina Navrátilová            | 6–4, 7–5                          |
| 2007 | Lisa Raymondová (3) Samantha Stosurová (2)           | Cara Blacková Liezel Huberová                  | 6–4, 3–6, [10–2]                  |
| 2008 | Katarina Srebotniková Ai Sugijamová (2)              | Cara Blacková Liezel Huberová                  | 7–5, 4–6, [10–3]                  |
| 2009 | Světlana Kuzněcovová (2) Amélie Mauresmová           | Květa Peschkeová Lisa Raymondová               | 4–6, 6–3, [10–3]                  |
| 2010 | Gisela Dulková Flavia Pennettaová                    | Naděžda Petrovová Samantha Stosurová           | 6–3, 4–6, [10–7]                  |
| 2011 | Daniela Hantuchová Agnieszka Radwańská               | Liezel Huberová Naděžda Petrovová              | 7–6(7–5), 2–6, [10–8]             |
| 2012 | Maria Kirilenková Naděžda Petrovová (2)              | Sara Erraniová Roberta Vinciová                | 7–6(7–0), 4–6, [10–4]             |
| 2013 | Naděžda Petrovová (3) Katarina Srebotniková (2)      | Lisa Raymondová Laura Robsonová                | 6–1, 7–6(7–2)                     |
| 2014 | Martina Hingisová (3) Sabine Lisická                 | Jekatěrina Makarovová Jelena Vesninová         | 4–6, 6–4, [10–5]                  |
| 2015 | Martina Hingisová (4) Sania Mirzaová                 | Jekatěrina Makarovová Jelena Vesninová         | 7–5, 6–1                          |
| 2016 | Bethanie Mattek-Sandsová Lucie Šafářová              | Tímea Babosová Jaroslava Švedovová             | 6–3, 6–4                          |
| 2017 | Gabriela Dabrowská Sü I-fan                          | Sania Mirzaová Barbora Strýcová                | 6–4, 6–3                          |
| 2018 | Ashleigh Bartyová Coco Vandewegheová                 | Barbora Krejčíková Kateřina Siniaková          | 6–2, 6–1                          |
| 2019 | Elise Mertensová Aryna Sabalenková                   | Samantha Stosurová Čang Šuaj                   | 7–6(7–5), 6–2                     |
| 2020 | zrušeno kvůli epidemii koronaviru                    | zrušeno kvůli epidemii koronaviru              | zrušeno kvůli epidemii koronaviru |
| 2021 | Šúko Aojamová Ena Šibaharaová                        | Hayley Carterová Luisa Stefaniová              | 6–2, 7–5                          |
| 2022 | Laura Siegemundová Věra Zvonarevová                  | Veronika Kuděrmetovová Elise Mertensová        | 7–6(7–3), 7–5                     |
| 2023 | Coco Gauffová Jessica Pegulaová                      | Leylah Fernandezová Taylor Townsendová         | 7–6(8–6), 6–2                     |
| 2024 | Sofia Keninová Bethanie Matteková-Sandsová           | Gabriela Dabrowská Erin Routliffeová           | 4–6, 7–6(7–5), [11–9]             |
| 2025 | Mirra Andrejevová Diana Šnajderová                   | Cristina Bucșová Miju Katová                   | 6–3, 6–7(5–7), [10–2]             |

### Smíšená čtyřhra
| Rok  | vítězové                            | finalisté                            | výsledek      |
| ---- | ----------------------------------- | ------------------------------------ | ------------- |
| 1985 | Heinz Günthardt Martina Navrátilová | Wojciech Fibak Carling Bassettová    | 6–3, 6–4      |
| 1986 | John Fitzgerald Elizabeth Smylieová | Emilio Sánchez Steffi Grafová        | 6–4, 7–5      |
| 1987 | Miloslav Mečíř Jana Novotná         | Christo van Rensburg Elna Reinachová | 6–3, 3–6, 6–3 |
| 1988 | Michiel Schapers Ann Henrickssonová | Jim Pugh Jana Novotná                | 6–4, 6–4      |
| 1989 | Ken Flach Jill Hetheringtonová      | Sherwood Stewart Zina Garrisonová    | 6–2, 7–6(7–3) |

## Rekordy
| Soutěž                                   | tenista | rekord                    | rok                                                                                           |
| Nejvíce titulů ve dvouhře                | Nejvíce titulů ve dvouhře | Nejvíce titulů ve dvouhře | Nejvíce titulů ve dvouhře                                                                     |
| ---------------------------------------- | --- | ------------------------- | --------------------------------------------------------------------------------------------- |
| Mužská dvouhra                           | Andre Agassi (USA) Novak Djoković (SRB)                                                                                          | 6                         | 1990, 1995, 1996, 2001, 2002, 2003 2007, 2011, 2012, 2014, 2015, 2016                         |
| Ženská dvouhra                           | Serena Williamsová (USA) | 8                         | 2002, 2003, 2004, 2007, 2008, 2013, 2014, 2015                                                |
| Nejvíce titulů v řadě                    | |                           |                                                                                               |
| Mužská dvouhra                           | Andre Agassi (USA) Novak Djoković (SRB)                                                                                          | 3                         | 2001, 2002, 2003 2014, 2015, 2016                                                             |
| Ženská dvouhra                           | Steffi Grafová (GER) Serena Williamsová (USA)                                                                                    | 3                         | 1994, 1995, 1996 2002, 2003, 2004 a 2013, 2014, 2015                                          |
| Nejvíce vyhraných zápasů v řadě          | |                           |                                                                                               |
| Mužská dvouhra                           | Andre Agassi (USA) | 20                        | 2001, 2002, 2003, 2004                                                                        |
| Ženská dvouhra                           | Steffi Grafová (GER) Venus Williamsová (USA)                                                                                     | 22                        | 1994, 1995, 1996, 1999 1998, 1999, 2001, 2002                                                 |
| Nejvícekrát nasazení jako č. 1           | |                           |                                                                                               |
| Mužská dvouhra                           | Roger Federer (SUI) | 7                         | 2004, 2005, 2006, 2007, 2008, 2010, 2018                                                      |
| Ženská dvouhra                           | Serena Williamsová (USA) | 7                         | 2003, 2004, 2009, 2013, 2014, 2015, 2016                                                      |
| Nenasazení finalisté                     | |                           |                                                                                               |
| Mužská dvouhra                           | Sébastien Grosjean (FRA) David Wheaton (USA) Tim Mayotte (USA) (vítěz) Scott Davis (USA) Jakub Menšík (CZE) (vítěz)              | 5                         | 1999 1991 1985 2025                                                                           |
| Ženská dvouhra                           | Kim Clijstersová (BEL) (vítězka) Naomi Ósakaová (JPN) Danielle Collinsová (USA) (vítězka)                                        | 3                         | 2005 2022 2024                                                                                |
| Nejmladší vítězové                       | |                           |                                                                                               |
| Mužská dvouhra                           | Carlos Alcaraz (ESP) | 18 let a 332 dní          | 2022                                                                                          |
| Ženská dvouhra                           | Monika Selešová (YUG) | 16 let a 113 dní          | 1990                                                                                          |
| Nejstarší vítězové                       | |                           |                                                                                               |
| Mužská dvouhra                           | Roger Federer (SUI) | 37 let a 234 dní          | 2019                                                                                          |
| Ženská dvouhra                           | Serena Williamsová (USA) | 33 let a 190 dní          | 2015                                                                                          |
| Nejvíce účastí ve finále                 | |                           |                                                                                               |
| Mužská dvouhra                           | Andre Agassi (USA) Novak Djoković (SRB)                                                                                          | 8                         | 1990, 1994, 1995, 1996, 1998, 2001, 2002, 2003 2007, 2009, 2011, 2012, 2014, 2015, 2016, 2025 |
| Ženská dvouhra                           | Serena Williamsová (USA) | 10                        | 1999, 2002, 2003, 2004, 2007, 2008, 2009, 2013, 2014, 2015                                    |
| Nejníže postavení vítězové               | |                           |                                                                                               |
| Mužská dvouhra                           | Jakub Menšík (CZE) | 54. ATP                   | 2025                                                                                          |
| Ženská dvouhra                           | Danielle Collinsová (USA) | 53. WTA                   | 2024                                                                                          |
| Nejmladší startující                     | |                           |                                                                                               |
| Mužská dvouhra                           | Darwin Blanch (USA) | 16 let a 174 dní          | 2024                                                                                          |
| Nejméně ztracených gamů za titulem       | |                           |                                                                                               |
| Ženská dvouhra                           | Steffi Grafová (GER) Martina Hingisová (SUI)                                                                                     | 21                        | 1987 2000                                                                                     |
| Nejvíce odehraných zápasů                | |                           |                                                                                               |
| Ženská dvouhra                           | Serena Williamsová (USA) Venus Williamsová (USA)                                                                                 | 85                        | 1998–2019 1997–2024 (22 rekordních účastí)                                                    |
| Nejvíce párových titulů ve čtyřhře       | |                           |                                                                                               |
| Mužská čtyřhra                           | Bryan (USA) / Bryan (USA) | 6                         | 2007, 2008, 2014, 2015, 2018, 2019                                                            |
| Ženská čtyřhra                           | Novotná (CZE) / Suková (CZE) Novotná (CZE) / Sánchezová (ESP) Novotná (CZE) / Hingisová (SUI) Raymondová (USA) / Stosurová (AUS) | 2                         | 1989, 1990 1995, 1996 1998, 1999 2006, 2007                                                   |
| Nejvíce individuálních titulů ve čtyřhře | |                           |                                                                                               |
| Mužská čtyřhra                           | Bob Bryan (USA) Mike Bryan (USA)                                                                                                 | 6                         | 2007, 2008, 2014, 2015, 2018, 2019                                                            |
| Ženská čtyřhra                           | Jana Novotná (CZE) | 7                         | 1989, 1990, 1993, 1995, 1996, 1998, 1999                                                      |

## Sunshine Double
Sunshine Double (Sluneční double) představuje zisk titulů z konkrétní soutěže Indian Wells Masters a Miami Masters v jedné sezóně. Ve dvouhře jej vyhrálo 11 singlistů a ve čtyřhře 25 deblistů. Nejmladšími singlovými vítězi se stali Michael Chang (20 let a 1 měsíc, 1992), Jim Courier (20 let a 7 měsíců, 1991) a Iga Świąteková (20 let a 10 měsíců, 2022).

### Mužská dvouhra
| Poř. | tenista              | počet | roky                   |
| ---- | -------------------- | ----- | ---------------------- |
| 1.   | Jim Courier (USA)    | 1     | 1991                   |
| 2.   | Michael Chang (USA)  | 1     | 1992                   |
| 3.   | Pete Sampras (USA)   | 1     | 1994                   |
| 4.   | Marcelo Ríos (CHI)   | 1     | 1998                   |
| 5.   | Andre Agassi (USA)   | 1     | 2001                   |
| 6.   | Roger Federer (SUI)  | 3     | 2005, 2006, 2017       |
| 7.   | Novak Djoković (SRB) | 4     | 2011, 2014, 2015, 2016 |

### Ženská dvouhra
| Poř. | tenistka                  | počet | roky       |
| ---- | ------------------------- | ----- | ---------- |
| 1.   | Steffi Grafová (GER)      | 2     | 1994, 1996 |
| 2.   | Kim Clijstersová (BEL)    | 1     | 2005       |
| 3.   | Viktoria Azarenková (BLR) | 1     | 2016       |
| 4.   | Iga Świąteková (POL)      | 1     | 2022       |

### Mužská čtyřhra
| Vítězné páry                | Vítězné páry                                    | Vítězné páry | Vítězné páry |
| Poř.                        | pár                                             | počet        | roky         |
| --------------------------- | ----------------------------------------------- | ------------ | ------------ |
| 1.                          | Todd Woodbridge (AUS) Mark Woodforde (AUS)      | 1            | 1996         |
| 2.                          | Wayne Black (ZIM) Sandon Stolle (AUS)           | 1            | 1999         |
| 3.                          | Mark Knowles (BAH) Daniel Nestor (CAN)          | 1            | 2002         |
| 4.                          | Bob Bryan (USA) Mike Bryan (USA)                | 1            | 2014         |
| 5.                          | Pierre-Hugues Herbert (FRA) Nicolas Mahut (FRA) | 1            | 2016         |
| 6.                          | Marcelo Arévalo (ESA) Mate Pavić (CRO)          | 1            | 2025         |
| Další individuální vítězové |                                                 |              |              |
| Poř.                        | deblista                                        | počet        | roky         |
| 1.                          | Jakob Hlasek (SUI)                              | 1            | 1989         |
| 2.                          | John Isner (USA)                                | 1            | 2022         |

### Ženská čtyřhra
| Vítězné páry               | Vítězné páry                                   | Vítězné páry | Vítězné páry |
| Poř.                       | pár                                            | počet        | roky         |
| -------------------------- | ---------------------------------------------- | ------------ | ------------ |
| 1.                         | Helena Suková (TCH) Jana Novotná (TCH)         | 1            | 1990         |
| 2.                         | Lisa Raymondová (USA) Rennae Stubbsová (AUS)   | 1            | 2002         |
| 3.                         | Lisa Raymondová (USA) Samantha Stosurová (AUS) | 2            | 2006, 2007   |
| 4.                         | Aryna Sabalenková (BEL) Elise Mertensová (BLR) | 1            | 2019         |
| Další individuální vítězky |                                                |              |              |
| Poř.                       | deblistka                                      | počet        | roky         |
| 1.                         | Nataša Zverevová (BLR)                         | 1            | 1997         |
| 2.                         | Martina Hingisová (SUI)                        | 1            | 1999         |
| 3.                         | Bethanie Mattek-Sandsová (USA)                 | 1            | 2016         |

## Návštěvnost

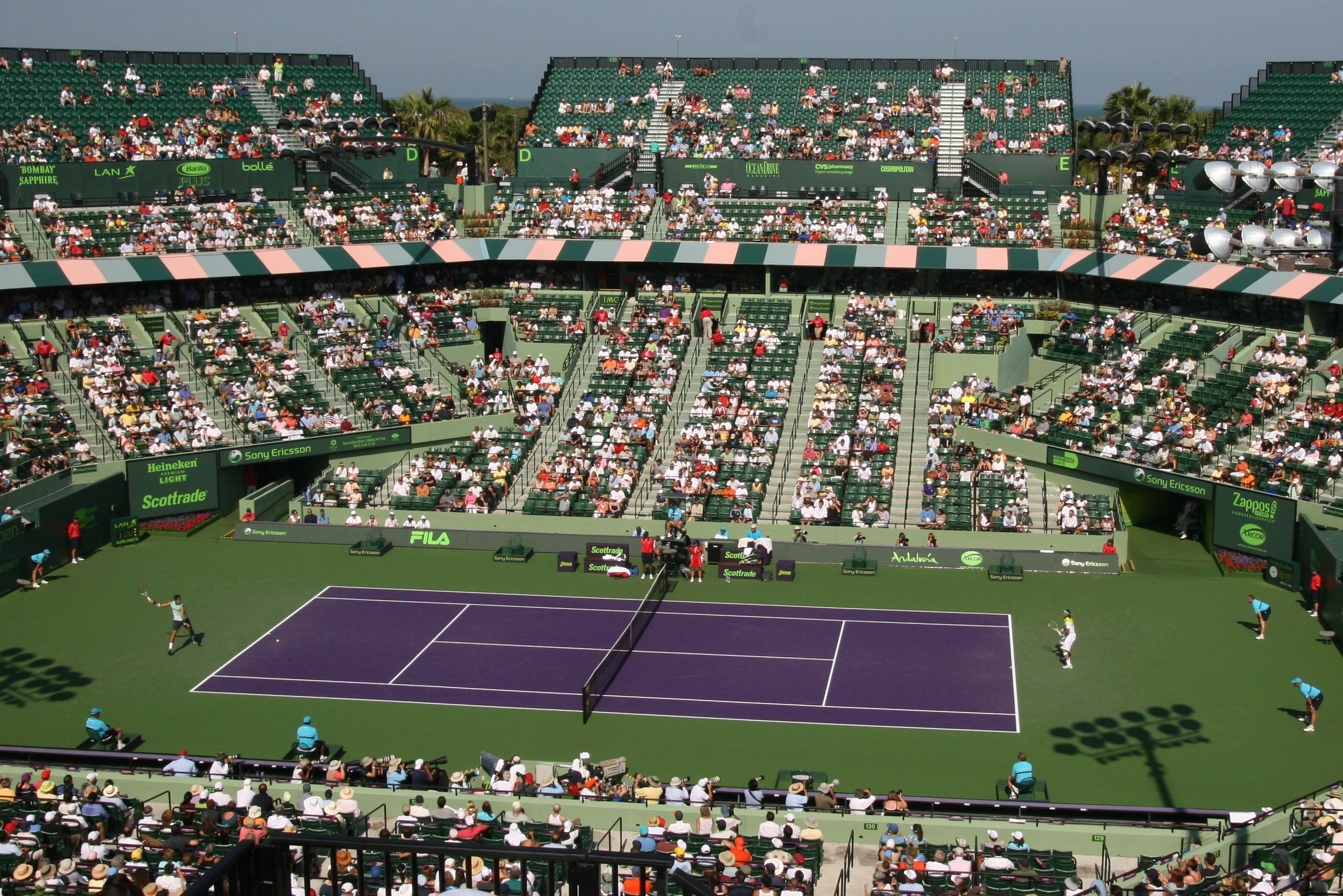
Centrální dvorec v Crandon Parku, dějišti v letech 1987–2018

| Rok  | návštěvnost | rok  | návštěvnost | rok  | návštěvnost | rok  | návštěvnost      |
| ---- | ----------- | ---- | ----------- | ---- | ----------- | ---- | ---------------- |
| 1985 | 125 817     | 1997 | 228 321     | 2009 | 293 228     | 2021 | covidová omezení |
| 1986 | 193 045     | 1998 | 255 272     | 2010 | 312 386     | 2022 | 385 314          |
| 1987 | 194 675     | 1999 | 259 946     | 2011 | 316 267     | 2023 | 386 000          |
| 1988 | 213 171     | 2000 | 259 830     | 2012 | 326 131     | 2024 | 395 683          |
| 1989 | 226 653     | 2001 | 270 143     | 2013 | 307 809     | 2025 | 405 448          |
| 1990 | 180 543     | 2002 | 265 407     | 2014 | 306 866     |      |                  |
| 1991 | 194 730     | 2003 | 248 126     | 2015 | 308 486     |      |                  |
| 1992 | 204 643     | 2004 | 254 022     | 2016 | 300 952     |      |                  |
| 1993 | 167 162     | 2005 | 263 118     | 2017 | 304 643     |      |                  |
| 1994 | 214 025     | 2006 | 272 033     | 2018 | 303 339     |      |                  |
| 1995 | 215 912     | 2007 | 288 025     | 2019 | 388 374     |      |                  |
| 1996 | 234 755     | 2008 | 297 011     | 2020 | nehráno     |      |                  |